# (2375) Radek
(2375) Radek (1975 AA; 1937 LH; 1947 BK; 1948 JP; 1951 YR; 1954 MN; 1954 MX; 1957 YB; 1975 AT; 1981 AO) ist ein ungefähr 33 Kilometer großer Asteroid des äußeren Hauptgürtels, der am 8. Januar 1975 vom tschechischen Astronomen Luboš Kohoutek an der Hamburger Sternwarte in Hamburg-Bergedorf (IAU-Code 029) entdeckt wurde.

## Benennung
(2375) Radek wurde vom Entdecker Luboš Kohoutek nach dessen Bruder Ctirad Kohoutek (1929–2011) benannt. Ctirad Kohoutek war ein tschechischer Komponist und Professor für Musik in Brünn und Prag sowie Direktor der Tschechischen Philharmonie.